# (3793) Léontée
(3793) Léontée, désignation internationale (3793) Leonteus, est un astéroïde troyen jovien.

## Description
(3793) Léontée est un astéroïde troyen jovien, camp grec, c'est-à-dire situé au point de Lagrange L4 du système Soleil-Jupiter. Il présente une orbite caractérisée par un demi-grand axe de 5,211 UA, une excentricité de 0,090 et une inclinaison de 20,9° par rapport à l'écliptique.
Il est nommé en référence au personnage de la mythologie grecque Léontée, acteur du conflit légendaire de la guerre de Troie.

## Compléments